# تشارلز توبر
تشارلز توبر (2 يوليو 1821 في أمهرست، كندا – 30 أكتوبر 1915 في إنجلترا) سياسي كندي بارز، شغل عدد من المناصب المهمة، منها منصب رئيس وزراء كندا.

## نشأته وحياته
ولد تشارلز توبر بتاريخ 2 يوليو 1821 في مدينة أمهرست في ولاية نوفا سكوتيا شرق كندا.

### رئيس وزراء نوفا سكوشا 1864 – 1867
أدخل توبر تشريعًا تعليميًا طموحًا في عام 1864 بهدف إنشاء نظام خاص للمدارس المشتركة المدعومة من الدولة. في عام 1865، قدم مشروع قانون ينص على فرض ضرائب محلية إلزامية لتمويل هذه المدارس. ورغم أن هذه المدارس العامة لم تكن طائفية (وهو ما أدى إلى انتقاد البروتستانت الشديد لتوبر)، فإن جوشوا عُدَّ أفضل برنامج للتعليم المسيحي. ومع ذلك، شعر العديد من البروتستانت، وخاصة زملائهم المعمدانيين، أن توبر قد باعهم. لاستعادة ثقتهم، قام توبر بتعيين المعلم المعمداني ثيودور هاردينغ راند كأول مشرف للتعليم في نوفا سكوشا. وقد أثار ذلك القلق بين الكاثوليك، بقيادة توماس لوي كونولي، رئيس أساقفة هاليفاكس، الذي طالب بوجود مدارس كاثوليكية ممولة من الدولة. توصّل توبر إلى حلّ وسطي مع رئيس الأساقفة كونولي يمكن بموجبه للمدارس التي يديرها الكاثوليك أن تحصل على تمويل عام، ما دامت تقدم تعليمها الديني بعد ساعات المدرسة.
في عام 1864، قام توبر بتعيين ساندفورد فليمينغ كمهندس رئيسي لسكك حديد نوفا سكوشا من أجل توسيع الخط من ترورو إلى بيكتو لاندينغ. في يناير 1866، مُنِح فليمنغ عقدًا لإكمال الخط بعد أن ثبت أن المقاولين المحليين بطيئين جدًا. على الرغم من أن هذا القرار كان مثيرًا للجدل، إلا أنه أدى إلى الانتهاء من الخط بحلول مايو 1867. ثمّة خط ثاني مقترح أيضًا، من أنابوليس رويال إلى وندسور لكنه قد تعثر في البداية، ليكتمل في نهاية المطاف في عام 1869 من قِبَل شركة السكك الحديدية ويندسور وأنابوليس التابعة للقطاع الخاص.

### دور توبر في تأمين الاتحاد الكندي
في الفترة التي سبقت انتخابات نوفا سكوشا عام 1859، لم يكن توبر راغبًا بالالتزام بفكرة الاتحاد مع المستعمرات البريطانية الأخرى في أمريكا الشمالية. لكن بحلول عام 1860، كان قد أعاد النظر في موقفه ذاك. تحدث توبر عن موقفه المتغير في محاضرة ألقاها في سانت جون، نيو برونزويك بعنوان «الحالة السياسية لأمريكا الشمالية البريطانية». كان عنوان المحاضرة تقديرًا لتقرير اللورد دورهام لعام 1838 عن شؤون أمريكا الشمالية البريطانية، الذي قيّم حالة أمريكا الشمالية البريطانية في العقدين التاليين لتقرير اللورد دورهام الشهير. على الرغم من أن توبر قد أخذ بعين الاعتبار العواقب الاقتصادية المحتملة للاتحاد مع المستعمرات الأخرى، إلا أن الجزء الأكبر من محاضرته قد تطرّق إلى مكانة أمريكا الشمالية البريطانية داخل الإمبراطورية البريطانية الأوسع. وبعد أن اقتنع توبر في رحلته إلى لندن عام 1858 بأن السياسيين البريطانيين لم يكونوا راغبين في الاهتمام بالمستعمرات الصغيرة مثل نوفا سكوشا، جادل توبر بأن نوفا سكوشا والمستعمرات البحرية الأخرى «لا يمكن أبدًا أن يأملوا في احتلال موقع نفوذ أو أهمية إلا فيما يتعلق بشقيقتهم كندا الكبرى». ولذلك اقترح توبر إنشاء «أمريكا البريطانية»، التي «تمتد من المحيط الأطلسي إلى المحيط الهادئ، وسوف تظهر للعالم في غضون سنوات قليلة باعتبارها منظمة عظيمة وقوية إلى جانب المؤسسات البريطانية والتعاطف البريطاني والمشاعر البريطانية المرتبطة بعرش إنجلترا بشكل واضح».

### مؤتمر شارلوت تاون، سبتمبر 1864
مع اندلاع الحرب الأهلية الأمريكية عام 1861، شعر توبر بالقلق إزاء الشمال المنتصر الذي سوف يتجه نحو الشمال ويغزو مقاطعات أمريكا الشمالية البريطانية. مما جعله يضاعف التزامه بالاتحاد، الذي اعتبره أمرًا ضروريًا لحماية المستعمرات البريطانية من العدوان الأمريكي. بما أنه كان يعتقد أن الاتحاد الكامل بين المستعمرات البريطانية في أمريكا الشمالية سيكون غير قابل للتحقيق لسنوات عديدة، في 28 مارس 1864، اقترح توبر بدلًا من ذلك اتحاد بحري من شأنه أن يوحد المقاطعات البحرية قبل الاتحاد المتوقع في المستقبل مع مقاطعة كندا. كان من المقرر عقد مؤتمر لمناقشة الاتحاد المقترح بين نوفا سكوشا ونيو برونزويك وجزيرة الأمير إدوارد في شارلوت تاون في سبتمبر عام 1864.
تفاجأ توبر بسعادة عندما طلب رئيس مقاطعة كندا، جون ماكدونالد، السماح له بحضور مؤتمر شارلوت تاون. رحّب المؤتمر، الذي شارك في رئاسته توبر ونيو برونزويك رئيس الوزراء صامويل ليونارد تيلي، بالوفد الكندي وطلب منهما الانضمام إلى المؤتمر. أثبت المؤتمر نجاحه الباهر، ونتج بعقد اتفاق مبدئي على تشكيل اتحاد للمستعمرات الأربع.

### مؤتمر كيبيك، أكتوبر 1864
عقد مؤتمر كيبيك في 10 أكتوبر، كمتابعة لمؤتمر شارلوت تاون بحضور نيوفاوندلاند فقط للمراقبة. ترأس توبر وفد نوفا سكوشا في مؤتمر كيبيك. أيّد الاتحاد التشريعي للمستعمرات (وهو ما يعني أنه لن يكون هناك سوى هيئة تشريعية واحدة للمستعمرات الموحدة). ومع ذلك، فإن المندوبين الكنديين الفرنسيين في المؤتمر، ولا سيما جورج-إتيان كارتييه وهيكتور-لويس لانغفين، قد عارضوا بشدة فكرة الاتحاد التشريعي. ألقى توبر بثقله وراء اقتراح ماكدونالد بإنشاء اتحاد فيدرالي، والذي من شأنه أن يحدد لكل مستعمرة تشريعها الخاص مع هيئة تشريعية مركزية مسؤولة عن المصالح المشتركة. جادل توبر لصالح حكومة مركزية قوية باعتبارها ثاني أفضل اتحاد تشريعي خالص. غير أنه رأى أنه ينبغي للهيئات التشريعية المحلية أن تحتفظ بالقدرة على فرض واجبات على مواردها الطبيعية.
خشية أن تهيمن مقاطعة كندا على هيئة تشريعية موحدة، دافع توبر عن التمثيل الإقليمي في المجلس الأعلى للمستعمرات الاتحادية (وهو الهدف الذي سوف يتحقق في تشكيل مجلس الشيوخ الكندي).
حول موضوع أي مستوى من الحكومة سيتحكم بالجمارك في الاتحاد، وافق توبر في نهاية المطاف على قبول الصيغة التي تسيطر بها الحكومة الاتحادية على الجمارك في مقابل الحصول على إعانة سنوية قدرها 80 سنت في السنة لمقاطعتي نوفا سكوشا. لم تكن هذه الصفقة جيدة في نهاية المطاف لنوفا سكوشا، التي تلقت تاريخيًا معظم عائداتها الحكومية من الجمارك، ونتيجة لذلك، دخلت نوفا سكوشا الاتحاد مع عجز في الميزانية.

## وفاته
توفي تشارلز توبر في إنجلترا بتاريخ 30 أكتوبر 1915 عن عمر ناهز 94 عامًا.

## روابط خارجية
- تشارلز توبر على موقع الموسوعة البريطانية (الإنجليزية)
- تشارلز توبر على موقع إن إن دي بي (الإنجليزية)